# Paşalı, Avanos
Paşalı là một xã thuộc huyện Avanos, tỉnh Nevşehir, Thổ Nhĩ Kỳ. Dân số thời điểm năm 2011 là 544 người.